# Retropolitana
 (février 2023).
Si vous disposez d'ouvrages ou d'articles de référence ou si vous connaissez des sites web de qualité traitant du thème abordé ici, merci de compléter l'article en donnant les références utiles à sa vérifiabilité et en les liant à la section « Notes et références ».
Albums de GNR (Groupe)
Do lado dos cisnes
(2002)
Singles
Retropolitana est le onzième album du groupe de rock portugais GNR. Il est sorti le 21 avril 2010.